# Altella uncata
Altella uncata är en spindelart som beskrevs av Simon 1884. Altella uncata ingår i släktet Altella och familjen kardarspindlar.
Artens utbredningsområde är Algeriet. Inga underarter finns listade i Catalogue of Life.